# 腾中重工
腾中重工，全称为四川腾中重工机械有限公司，是总部位于中国四川省成都市的一家民营的重工企业。腾中重工成立于2005年1月，原名为四川腾中机械设备制造有限公司，2008年1月改为现名。腾中重工主要生产特种车辆、道桥构件、建筑机械、新能源、石化设备等。公司占地面积1525亩，拥有员工4800余人。2009年6月2日，美国通用汽车公司宣布与腾中重工达成初步协议，将出售悍马品牌给腾中重工。2010年2月底，因腾中重工未能按期完成对悍马的收购，通用宣布此交易失败。